# San Potito Ultra
San Potito Ultra – miejscowość i gmina we Włoszech, w regionie Kampania, w prowincji Avellino.
Według danych na 1 stycznia 2022 roku gminę zamieszkiwało 1457 osób (702 mężczyzn i 755 kobiet).